# Col Gondogoro
Le col Gondogoro, connu localement sous le nom de Gondogoro La, est un col de montagne situé sur le glacier Gondogoro, à proximité du glacier Vigne. Au sud, le col descend en direction du village de Hushe qui est la dernière localité du district de Ghanche dans la région autonome de Gilgit-Baltistan, au Pakistan. Pour franchir le col, la plupart des alpinistes et trekkers préfèrent emprunter la voie nord qui est plus facile et permet de rallier le glacier Vigne.
En 1986, un itinéraire est ouvert pour relier Concordia et la partie supérieure du glacier du Baltoro à la vallée de Hushe à travers le col Gondogoro (5 585 m).

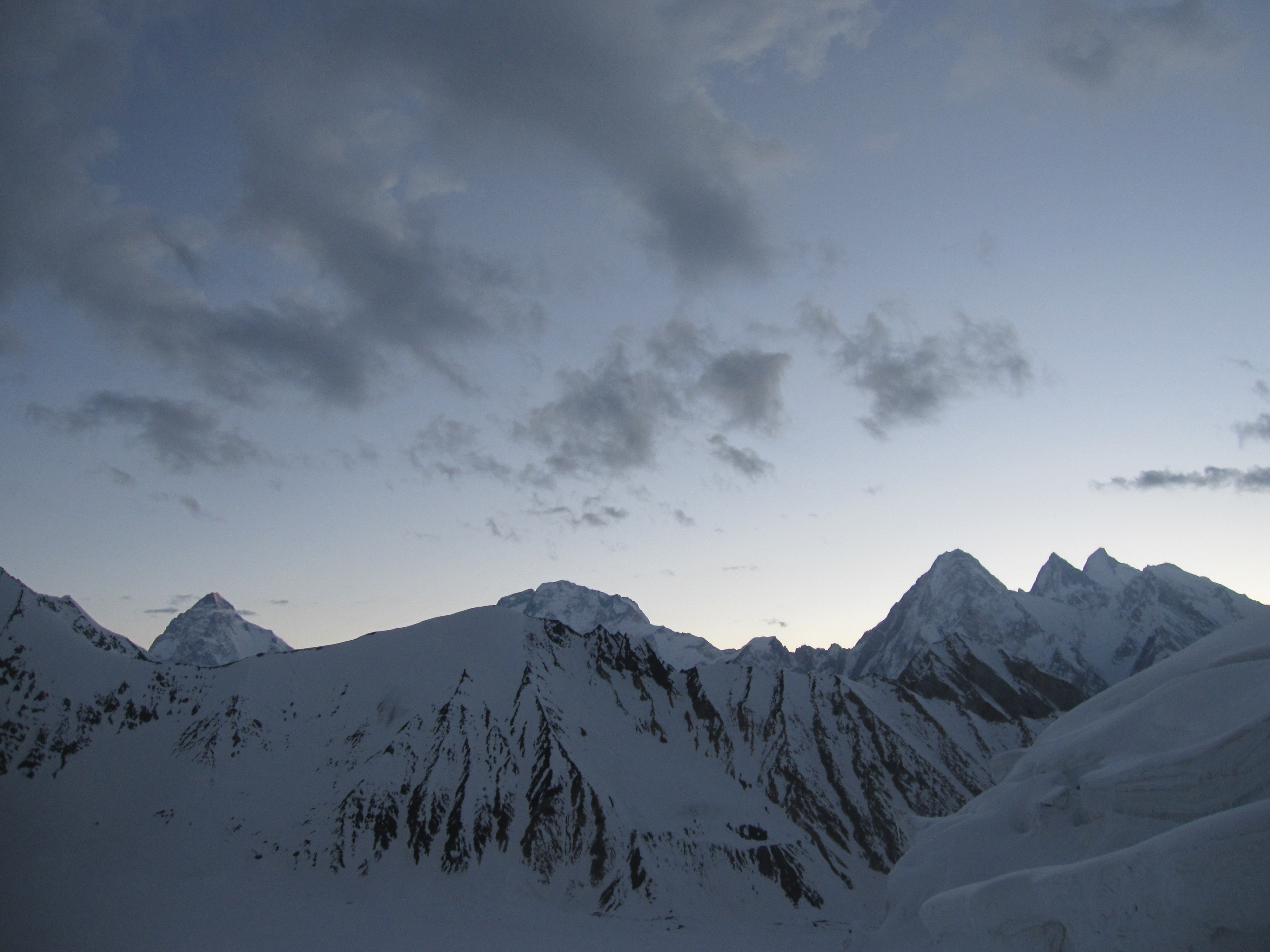
Vue de plusieurs sommets de plus de 8000 mètres d'altitude à la nuit tombante, depuis le col Gondogoro ; à l'arrière plan (de gauche à droite) : le K2, le Broad Peak, le Gasherbrum IV, le Gasherbrum III et le Gasherbrum II.